# Église évangélique luthérienne - Synode de France
Pour les articles homonymes, voir Église luthérienne en France.
« L'Église Évangélique Luthérienne - Synode de France » (EEL-SF) est une église de confession luthérienne française. Elle souscrit à l'autorité de la Parole de Dieu et résume sa foi dans les « Confessions Luthériennes » contenues dans le « Livre de Concorde » de 1580.

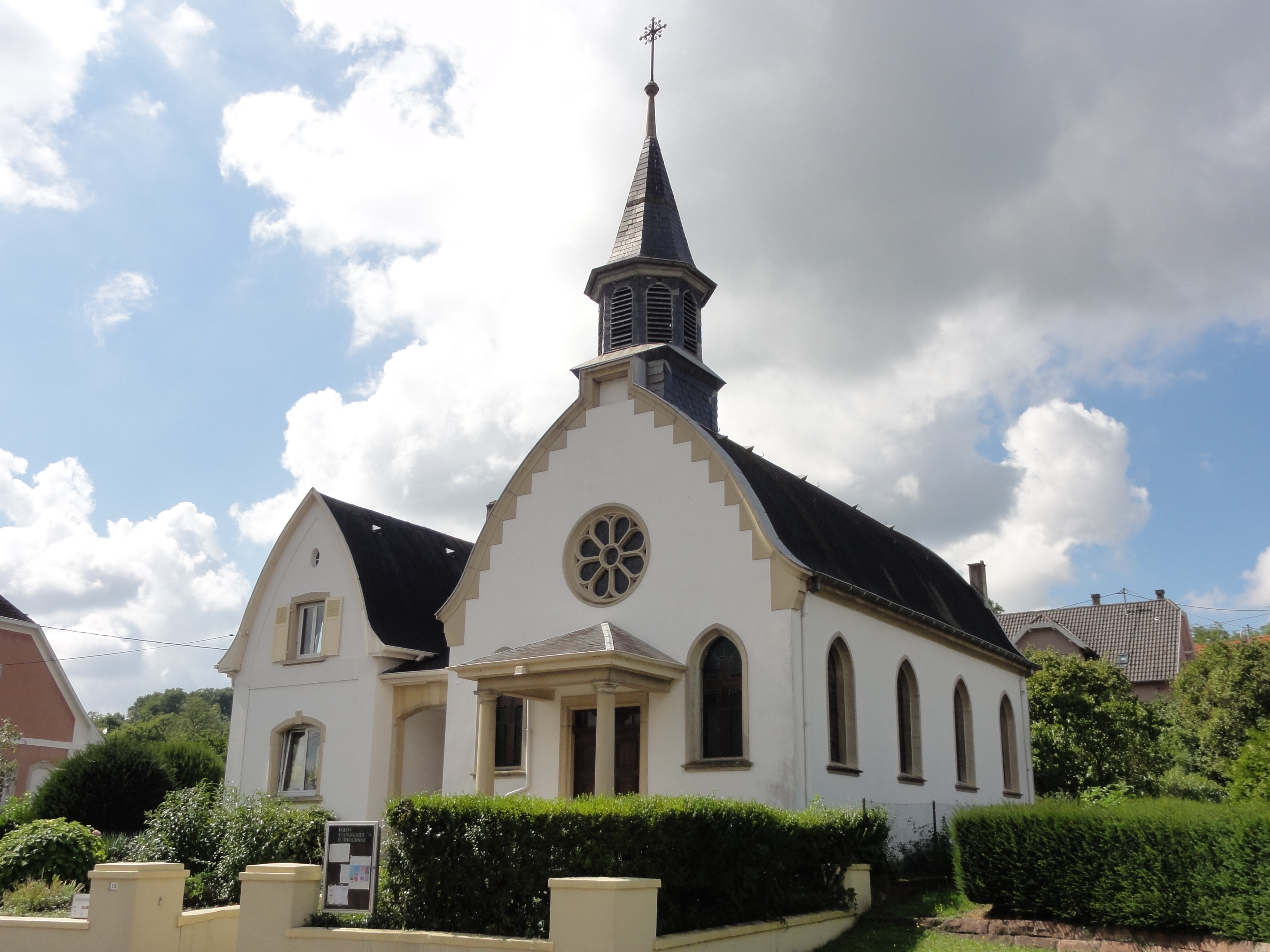
Wœrth, Église évangélique luthérienne de la Sainte-Trinité

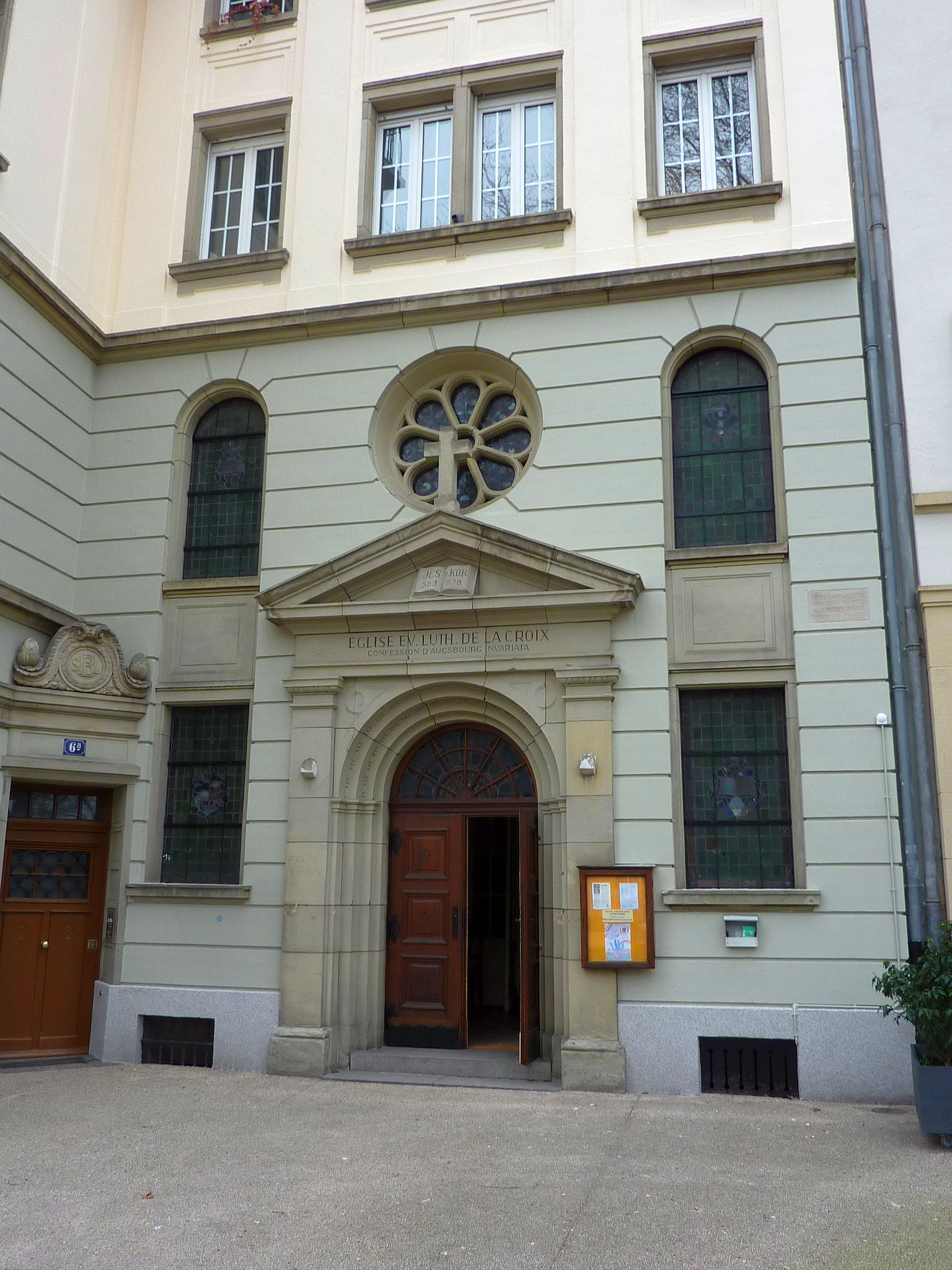
Strasbourg, Église de la Croix

L'EEL-SF est membre de la « Conférence Luthérienne Européenne » et du « Conseil Luthérien International ».

## Histoire
Son origine remonte au « Réveil »  luthérien du XIXe siècle, lancé notamment par  Frédéric Horning (1809-1882), pasteur à l'église Saint-Pierre-le-Jeune de Strasbourg. De 1869 à 1905, des paroisses « protestataires » ("Protestgemeinden") s'étaient formées à côté de certaines paroisses officielles auxquelles le directoire de l'Église de la Confession d'Augsbourg d'Alsace et de Lorraine  avait imposé des pasteurs libéraux. 
Dans un premier temps, elles restèrent au sein de l'ECAAL. Entre 1869 et 1911, plusieurs d'entre elles se sont finalement séparées de l'ECAAL, en raison de différends théologiques et doctrinaux, la première paroisse à faire sécession étant celle de Heiligenstein, en 1869. 
À côté de celles-ci, se sont aussi constituées des paroisses qui se sont affiliées à « l’Église Évangélique Luthérienne Libre » ("Evangelisch-Lutherische FreiKirche", ELFK) ; l'Alsace était alors allemande.
Des paroisses de ces deux groupes fondèrent en 1922 « l'Association Évangélique Luthérienne de Bienfaisance » (AELB) qui fut longtemps le support juridique de la plupart d'entre elles ; elles se sont regroupées en un synode officieux en 1927.
Après la Première Guerre Mondiale, et plus encore après la Seconde Guerre, l'EEL-SF a ouvert des postes missionnaires et fondé des paroisses en Alsace et hors de l'Alsace (région parisienne principalement, ainsi qu'à Rouen, Dunkerque, Troyes, Prailles et Beaussais, (mais aussi à Anvers et Bruxelles, d'où son nom jusqu'en 2002 EEL-SFB), aidée notamment par les luthériens des États-Unis (« Synode du Missouri »).
« L'Église Évangélique Luthérienne - Synode de France » (EEL-SF)  soutient des églises, en particulier en Afrique francophone, surtout dans les domaines de la formation de pasteurs et d'évangélistes et de celui de la littérature.
Longtemps cultes non reconnus par l'État en Alsace, du fait du « Concordat », ces Églises libres demeurèrent longtemps sans statut juridique, jusqu'à un arrêt du Conseil d'État du 25 juillet 1980, qui leur a permis d'adopter le statut d'associations de droit local organisé par les articles 21 à 79 du Code civil local, la loi d'Empire du 19 avril 1908 et l'ordonnance du 22 avril 1908.

## Organisation actuelle
Juridiquement « l'Église Évangélique Luthérienne - Synode de France » est organisée sur deux niveaux. Au sommet, le Synode est une association de droit local alsacien-mosellan, dont le siège est à Strasbourg, inscrite au registre des associations du tribunal d'instance de cette ville depuis le 10 octobre 1986. Les paroisses situées en Alsace (dont une à Strasbourg et une à Mulhouse) ont elles le statut d'associations de droit local, alors que les paroisses de la région parisienne et celle du Poitou sont des associations cultuelles de la loi de 1905.
De constitution synodale, son « parlement », l'Assemblée Général Synodale, se réunit tous les deux ans. Y siègent avec voix délibérative les délégués des paroisses (le pasteur et un délégué par paroisse).
Le Conseil Synodal (formé de 5 laïcs et de 5 pasteurs) gère les affaires courantes entre les sessions de l'Assemblée Générale Synodale.
Le Conseil Synodal est présidé par un pasteur. Les présidents synodaux successifs ont été 
- de 1927 à 1930, Martin Strasen (Strasbourg),
- de 1930 à 1948, Frédéric Mueller (Mulhouse)
- de 1948 à 1970, Frédéric Kreiss (Paris, puis Strasbourg),
- de 1970 à 1980, Jean Bricka (Mulhouse puis Strasbourg),
- de 1980 à 1992, Frédéric Bohy (Mulhouse),
- de 1992 à 2000, Wilbert Kreiss (Châtenay-Malabry),
- de 2000 à 2012, Jean Thiébaut Haessig ("L'Heure Luthérienne", puis Châtenay-Malabry),
- de 2012 à 2016, Roger Jones (Paris),
- de 2016 à 2020, Martin Jautzy (Schillersdorf),
- depuis 2020, Gleisson Schmidt (Paris).

L'EEL-SF est répartie en deux régions, avec, chacune à sa tête, un conseil régional composé par les pasteurs de paroisse et un délégué laïc par paroisse : la Région Alsace et la Région Paris-Poitou.

### Paroisses de la Région Alsace
- « la Paroisse Ev. Luth. du Christ », Mulhouse (Haut-Rhin). Pasteur François Poillet. www.elc-mulhouse.org
- « la Paroisse Ev. Luth. de la Trinité », Heiligenstein (Bas-Rhin). Pasteur Philippe Volff.
- « la Paroisse Ev. Luth. de la Croix », Strasbourg (Bas-Rhin). Pasteur Philippe Volff.
- « la Paroisse Ev. Luth. de Sion », Schillersdorf (Bas-Rhin) qui a absorbé en 1993 « la Paroisse Ev. Luth. Emmanuel » d'Obersoultzbach.
- « la Paroisse Ev. Luth. de la Trinité », Woerth (Bas-Rhin). Pasteur Garry Heintz.
- la Paroisse Ev. Luth. St-Paul », Lembach (Bas-Rhin). Pasteur Garry Heintz.

### Paroisses de la Région Paris-Poitou
- « la Paroisse Ev. Luth. du St-Sauveur », Paris. Pasteur Gleisson Schmidt.
- « la Paroisse Ev. Luth. St-Pierre », Châtenay-Malabry (Hauts-de-Seine). Pasteur François Lara.
- « la Paroisse Ev. Luth. St-Jean », Saint-Maur-des-Fossés (Val-de-Marne). Pasteur Gilles Aoustin.
- « la Paroisse Ev. Luth. St-Paul », Prailles (Deux-Sèvres).

## Vie et Œuvre
La raison première de la formation des paroisses en synode est indiquée ainsi dans sa Constitution synodale : « pour s'aider mutuellement à mieux accomplir leur mission de prêcher l’Évangile, en mettant au service commun de l’Église les divers dons que l'Esprit leur a accordés (1 Corinthiens 12) ».
Les pasteurs se rencontrent au niveau régional, mais aussi deux fois au niveau synodal pour des conférences pastorales pour la formation continue, la résolution de questions qui se posent ici ou là, et à l'affermissement des liens fraternels entre eux.
L’Église a une maison d'édition, « Les Éditions Le Luthérien », qui publie des ouvrages de théologie et d'édification. En son temps le Prof. Wilbert Kreiss a aussi publié énormément d'ouvrages à partir du « Centre d’Études Théologiques ».
L'édification et le rayonnement des paroisses est un souci continu du Synode. L'évangélisation (en France) et la Mission en terres francophones (Afrique, Haïti, etc.) en est une autre.
Différents comités, dont le « Comité des Études Théologiques » ou la « Commission des Finances », appuient l’Église dans leurs domaines respectifs, mais les décisions sont prises en Conseil Synodal, voire en Assemblée Générale Synodale.

## Associations auxiliaires
Par « association auxiliaire » il faut comprendre des associations où des membres de l'EEL-SF se mettent ensemble pour appuyer le travail de « l’Église Évangélique Luthérienne - Synode de France », chacune dans un domaine précis. 

### Association Évangélique Luthérienne de Bienfaisance (AELB)
« L'Association Évangélique Luthérienne de Bienfaisance » (AELB), dans le domaine de la bienfaisance et de la diaconie. Fondée en 1922, elle a possédé et géré plusieurs établissements caritatifs :
- de 1922 à 1994 « Le Bethel » à Aubure (Haut-Rhin), un sanatorium devenu plus tard maison de repos ;
- de 1957 à 1976 « Le Bon Repos » à Mulhouse (Haut-Rhin), une maison de retraite ;
- de 1946 à 1950 « La Bergerie » à Senlis (Oise), maison accueillant des orphelins de guerre et autres enfants de l'assistance publique ;
- depuis 1993 : L'EHPAD « Le Kirchberg » à La Petite Pierre (Bas-Rhin), maison de retraite pour une soixantaine de personnes, agrandie en 2012-2013.

Son Comité d'Intervention organise aussi dans les paroisses des collectes pour venir en aide à des victimes de guerres ou de catastrophes naturelles à travers le monde.
Enfin l'AELB assiste les paroisses demanderesses dans la gestion de leur centre paroissial, mettant même à la disposition de certaines des locaux pour leurs activités cultuelles.

### Heure Luthérienne (HL)
« L'Heure Luthérienne » (HL), dans le domaine de l'évangélisation par les médias. Depuis 1948, cette œuvre a produit des programmes radio, des CD vidéo (dessins animés), différents cours bibliques par correspondance, des dizaines de brochures, le magazine « Amitiés Luthériennes », des expositions dans les paroisses (Bible, Histoire de l’Église), un site web, etc.
Son siège a été de 1948 à 1967 à Paris (directeurs : les PP. Frédéric Kreiss, puis Bernard Gallicher), de 1967 à 1993 à Saint-Maur-des-Fossés, puis à Champigny-sur-Marne (directeur, le P. Marc Splingart) ; depuis 1993 il est à La Petite Pierre (directeur, le P. Jean Thiébaut Haessig de 1993 à 2007 ; depuis 2007 le Conseil d'Administration travaille sans directeur).

### Association Luthérienne pour l'Encouragement aux Études Théologiques (ALEET)
« L'Association Luthérienne pour l'Encouragement aux Études Théologiques » (ALEET), existe depuis 1954. Grâce à un don important de « l’Église Luthérienne - Synode du Missouri », elle a pu construire un séminaire à Châtenay-Malabry (Hauts-de-Seine), le « Centre d’Études Théologiques », où de 1955 à 1993 ont été formés les pasteurs de l'EEL-SF, sous la direction des professeurs Guillaume Wolff (1954-1974), puis Wilbert Kreiss (1974-1993), assistés par d'autres pasteurs.
Depuis la fermeture du séminaire, l'ALEET a pour but d'aider financièrement l'EEL-SF dans la formation théologique des candidats au ministère dans des séminaires d’Églises partenaires dans le monde. Il lui arrive aussi, dans la mesure du possible, d'alimenter la caisse synodale des salaires pastoraux.

### Association Mission et Jeuness (AMJ)
« L'association Mission et Jeunesse » (AMJ), qui, depuis le milieu 1955 environ organise des camps pour jeunes, actuellement pour 8 à 13 ans, pour 14 à 17 ans et un troisième pour les majeurs, ainsi qu'un séjour de ski pour jeunes et familles. Elle édite un journal, « l’Écho des Jeunes » et organise des week-ends de jeunes dans l'année dans différentes paroisses.